# Archeologie Deventer

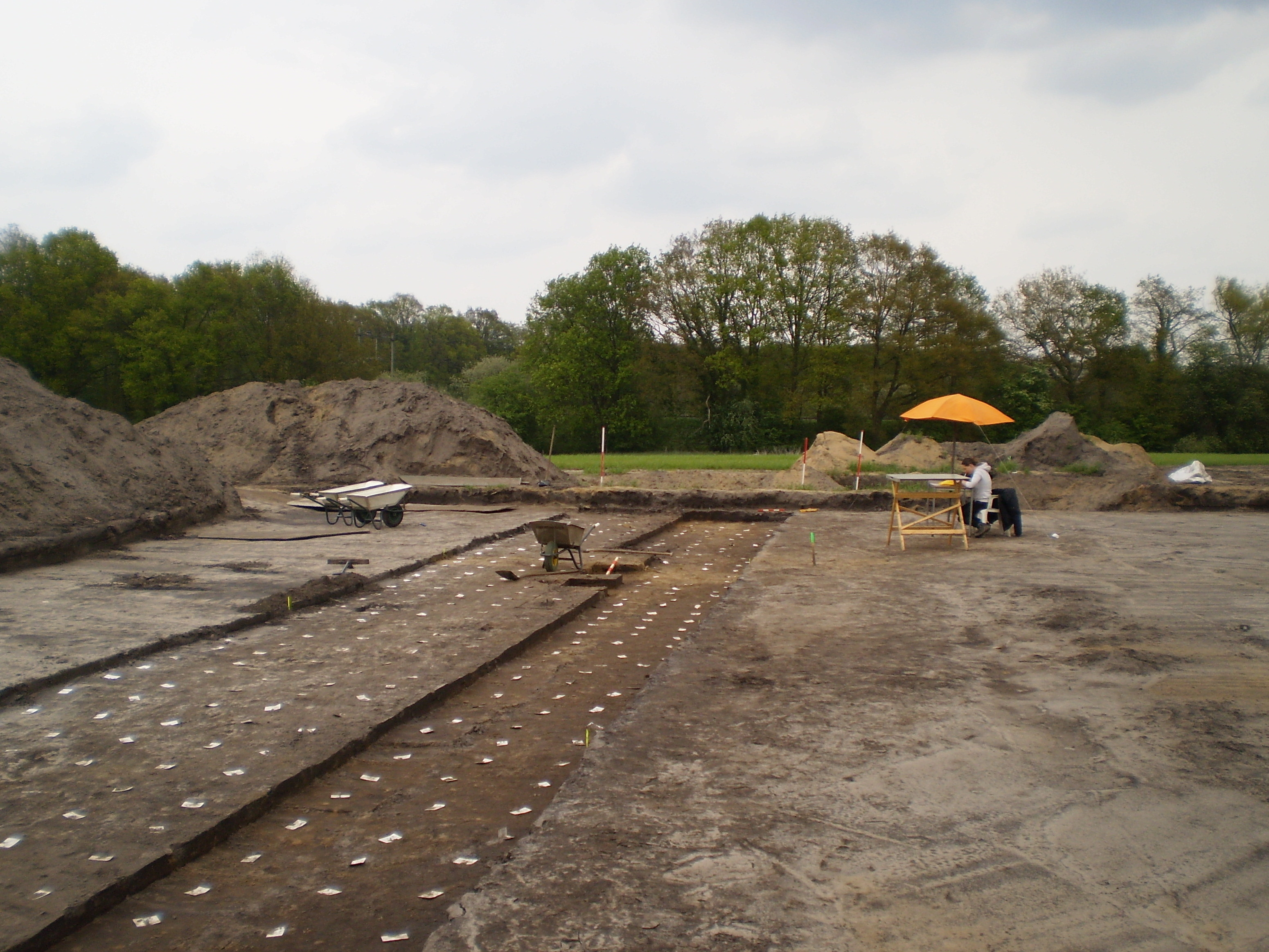
Archeologisch onderzoek op het toekomstig industrieterrein Epse-Noord

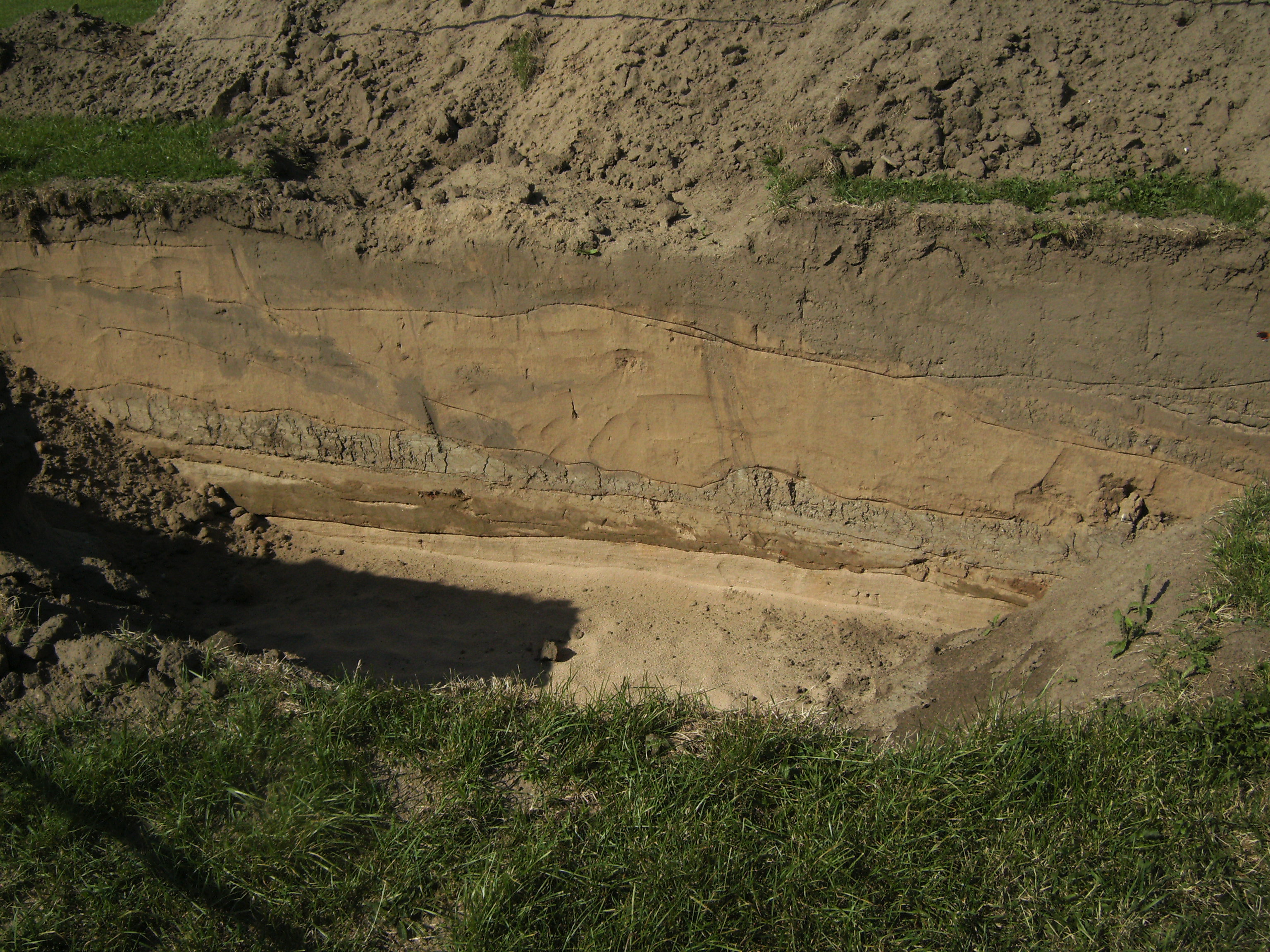
Proefsleuf met grondsporen in een uiterwaard van de rivier de IJssel tegenover Deventer

Archeologie Deventer is sinds 1999 de archeologische dienst van de Nederlandse gemeente Deventer.
De dienst, samen met de diensten van Zwolle en Zutphen de belangrijkste stadsarcheologische dienst van Oost-Nederland, voert archeologische onderzoeken uit in opdracht van partijen die binnen het gemeentelijk grondgebied het bodemarchief in meerdere of mindere mate zullen verstoren. Zij heeft daartoe een opgravingsvergunning van de Rijksdienst voor het Cultureel Erfgoed. De bevindingen die de onderzoeken opleveren worden openbaar gemaakt door middel van een eigen publicatiereeks, waarvan tot op heden 29 delen zijn verschenen. De publicaties worden ook in de boekhandel verkocht.
Het archeologisch onderzoek in Deventer wordt gedaan door ongeveer 10 professionele archeologen, veldtechnici en projectleiders, gesteund door studenten en vrijwilligers. Samen voeren ze opgravingen uit en verwerken de bevindingen in boeken en rapporten. Belangrijke onderzoeken werden onder meer gedaan naar een nederzetting te Colmschate die al vanaf de bronstijd bewoond bleek en een verdedigingswal tegen Vikingaanvallen die na 882 rond Deventer werd aangelegd. Een andere mogelijkheid tot grootschalig onderzoek deed zich voor in 2012-2013. In het centrum van de oude binnenstad kon worden gegraven dankzij de bouw van een nieuw stadskantoor. Meer dan veertig beerputten en waterputten werden onderzocht. De vondsten bestonden onder andere uit Chinees en Japans porselein. De bewoningsgeschiedenis van de oude binnenstad van Deventer is al tientallen jaren het voornaamste onderzoeksobject van de amateur- en beroepsarcheologen die in de Hanzestad actief zijn.
Archeologie Deventer is gehuisvest aan de Bergpoortstraat in een voormalige graansilo, samen met het Provinciaal Depot van de provincie Overijssel. De dienst staat onder leiding van de stadsarcheoloog, achtereenvolgens Michel Groothedde en Michiel Bartels. Sinds 2008 worden de onderzoeken uitgevoerd onder leiding van Bart Vermeulen.
In 2012 kwam Archeologie Deventer negatief in het nieuws; volgens een voormalige geo-informaticus van de gemeentelijke dienst zou er in het verleden in publicaties gesjoemeld zijn met archeologische gegevens.